# Distrito histórico del Palacio de Justicia del Condado de Chambers
El Distrito histórico del Palacio de Justicia del Condado de Chambers es un distrito histórico ubicado en LaFayette, Alabama, Estados Unidos.

## Descripción
El palacio de justicia del distrito está ubicado en una plaza, rodeado por un distrito comercial de principios del siglo XX en LaFayette Street, Alabama Avenue, First Street SE y First Avenue. El distrito incluye 63 edificios, de los cuales 45 se consideran propiedades contribuidoras. Se describe como una de las plazas de juzgados más intactas de Alabama.
El distrito fue agregado al Registro Nacional de Lugares Históricos el 27 de marzo de 1980.